# Fillmore (Indiana)
Fillmore es un pueblo ubicado en el condado de Putnam en el estado estadounidense de Indiana. En el Censo de 2010 tenía una población de 533 habitantes y una densidad poblacional de 105,64 personas por km².

## Geografía
Fillmore se encuentra ubicado en las coordenadas 39°40′11″N 86°45′11″O / 39.66972, -86.75306. Según la Oficina del Censo de los Estados Unidos, Fillmore tiene una superficie total de 5.05 km², de la cual 5.05 km² corresponden a tierra firme y (0%) 0 km² es agua.

## Demografía
Según el censo de 2010, había 533 personas residiendo en Fillmore. La densidad de población era de 105,64 hab./km². De los 533 habitantes, Fillmore estaba compuesto por el 97% blancos, el 0.56% eran afroamericanos, el 0.19% eran amerindios, el 0.56% eran asiáticos, el 0% eran isleños del Pacífico, el 0.56% eran de otras razas y el 1.13% pertenecían a dos o más razas. Del total de la población el 5.25% eran hispanos o latinos de cualquier raza.